# ナガ・ドッグ
ナガ・ドッグ（英：Naga Dog）とは、インドのアッサム高原原産の犬種である。ナガ族によってのみ飼育されていて、数頭がかつて東インド会社によって買われた以外にめったに外国には渡っていない。

## 歴史
かなり古い犬種で、外見はチャウチャウにそっくりであるがほとんど関連性はない。ただし、チャウチャウの先祖の犬種（ハン・ドッグ）と遠い関係があるとも考えられている。その豊かなロングコートを取って服などを作るのに使うが、ナガ・ドッグを殺すのではなく麻酔によって眠らせ、麻酔が効いてきたところで口輪と首輪をして暴れないように固定してから毛を数人で引き抜いていく。ちなみに、毛を抜いた部分には痛み止めの粉末薬草が塗られるため、麻酔が覚めたあとに犬が感じる苦痛は少ないといわれている。ただし、麻酔によって引き起こる吐き気や頭痛、不快感などは人間同様に残ってしまうため、ナガ族は毛を抜いて麻酔が完全に覚めた犬に対して感謝の気持ちを表し、ご馳走を振舞ったりいつも以上に大切に扱う。近年は犬の毛よりも安価でリスクが低い綿花が入ってきたため押されて需要が減りつつあるが、ナガ・ドッグは現在でも大切に扱われ、保護されていて伝統も守られている。

## 特徴
外見はチャウチャウに似た容姿であるが、後ろ足は普通の犬のようによく動き、走ることが出来る上に青舌でない。チャウチャウよりも豊富なコートはなめらかで長く、毛色はホワイト若しくはクリーム。まれに黒い毛色の犬もいる。小さな立ち耳、飾り毛の多い巻き尾で中型犬サイズ、性格は忠実で冷静。

## 参考
『デズモンド・モリスの犬種事典』（誠文堂新光社）デズモンド・モリス著書、福山英也、大木卓訳 誠文堂新光社、2007年